# Distrito electoral de Arborville (condado de York, Nebraska)
Arborville (en inglés: Arborville Precinct) es un distrito electoral ubicado en el condado de York en el estado estadounidense de Nebraska. En el Censo de 2010 tenía una población de 125 habitantes y una densidad poblacional de 1,34 personas por km².

## Geografía
Arborville se encuentra ubicado en las coordenadas 41°0′37″N 97°45′36″O / 41.01028, -97.76000. Según la Oficina del Censo de los Estados Unidos, Arborville tiene una superficie total de 92.96 km², de la cual 91.71 km² corresponden a tierra firme y (1.35%) 1.25 km² es agua.

## Demografía
Según el censo de 2010, había 125 personas residiendo en Arborville. La densidad de población era de 1,34 hab./km². De los 125 habitantes, Arborville estaba compuesto por el 95.2% blancos, el 0.8% eran amerindios y el 4% eran de otras razas. Del total de la población el 8% eran hispanos o latinos de cualquier raza.